# پاشاکلا انتقالی
پاشاکلا انتقالی، روستایی از توابع بخش مرکزی شهرستان ساری در استان مازندران ایران است.

## جمعیت
این روستا در دهستان بندرج قرار داشته و بر اساس آخرین سرشماری مرکز آمار ایران که در سال ۱۳۸۵ صورت گرفته، جمعیت آن ۹۳۳نفر (۲۳۸خانوار) بوده‌است.